# Baldovinești (okręg Teleorman)
Baldovinești – wieś w Rumunii, w okręgu Teleorman, w gminie Ciolănești. W 2011 roku liczyła 495 mieszkańców.